# Elizabethtown (Carolina del Nord)
Elizabethtown és una població dels Estats Units i seu del comtat de Bladen a l'estat de Carolina del Nord. Segons el cens del 2000 tenia 3.698 habitants.

## Demografia
Segons el cens del 2000, Elizabethtown tenia 3.698 habitants, 1.536 habitatges i 907 famílies. La densitat de població era de 311,1 habitants per km².
Dels 1.536 habitatges en un 26,6% hi vivien nens de menys de 18 anys, en un 36,4% hi vivien parelles casades, en un 19,2% dones solteres, i en un 40,9% no eren unitats familiars. En el 38,6% dels habitatges hi vivien persones soles el 16,6% de les quals corresponia a persones de 65 anys o més que vivien soles. El nombre mitjà de persones vivint en cada habitatge era de 2,21 i el nombre mitjà de persones que vivien en cada família era de 2,93.
Per edats la població es repartia de la següent manera: un 22,4% tenia menys de 18 anys, un 7,7% entre 18 i 24, un 23,8% entre 25 i 44, un 24,4% de 45 a 60 i un 21,7% 65 anys o més.
L'edat mediana era de 42 anys. Per cada 100 dones de 18 o més anys hi havia 72,5 homes.
La renda mediana per habitatge era de 21.944 $ i la renda mediana per família de 38.750 $. Els homes tenien una renda mediana de 36.133 $ mentre que les dones 25.417 $. La renda per capita de la població era de 15.303 $. Entorn del 24,6% de les famílies i el 31,1% de la població estaven per davall del llindar de pobresa.

## Poblacions més properes
El següent diagrama mostra les poblacions més properes.